# Calamochrous carnealis
Calamochrous carnealis là một loài bướm đêm trong họ Crambidae.